# Депопуляция грифов в Южной Азии
Депопуляция грифов в Южной Азии — резкое катастрофическое сокращение со второй половины 1990-х годов популяции бенгальского грифа (Gyps bengalensis), индийского сипа (Gyps indicus) и грифа Gyps tenuirostris практически на всём ареале их обитания на территории Южной Азии. В результате эти виды оказались на грани полного исчезновения, причём особенно пострадало поголовье бенгальского грифа, который прежде был, по некоторым данным, наиболее многочисленной из хищных птиц всего мира.
Причины явления до конца не выяснены, однако большинство исследований приходят к выводу, что массовая гибель грифов в той или иной степени связана с распространением противовоспалительного препарата диклофенак, который использовался в крестьянских хозяйствах Индии, Пакистана, Непала и Бангладеш. Поедание грифами туш скота, содержавших диклофенак, приводило к отравлению птиц. Называются и другие факторы, способствовавшие депопуляции.

## Состояние популяции до массовой гибели
Вплоть до середины 1990-х годов все упомянутые виды грифов были на территории своего ареала чрезвычайно многочисленны, особенно бенгальский гриф, популяция которого исчислялась многими миллионами (несмотря на то, что ещё в начале XX века бенгальские грифы исчезли почти во всей Юго-Восточной Азии и на китайской части своего ареала). Так, специалисты Бомбейского общества естественной истории говорят о 40 миллионах грифов в Индии в 1980-е годы. Более того, например, в 1985 году некоторые учёные утверждали, что бенгальский гриф являлся самой многочисленной из хищных птиц всего мира вообще.
 В государствах Южной Азии грифы, особенно бенгальский, были самыми обычными птицами не только сельского ландшафта, но и селились крупными колониями даже в таких мегалополисах как Дели, Бомбей, Агра, Лахор. Эти падальщики находили вблизи человеческих поселений хорошую кормовую базу, питаясь отбросами. Однако особенно важным для грифов было изобилие в сельской местности туш павшего скота — коров, коз, буйволов и т. д., которые чаще всего и составляли основу рациона птиц.
В природе у грифов немного врагов, если не считать инфекционных и глистных заболеваний или разорения хищниками гнёзд этих птиц. Основная угроза исходила от человека. Исследователями отмечались случаи преднамеренного отравления грифов людьми путём закладки яда в туши скота. Иногда указывалась и непосредственная добыча грифов людьми несмотря на то, что в целом местное население редко убивало этих птиц. Однако основная угроза происходила от негативного воздействия на птиц различных ядохимикатов, применявшихся в сельском хозяйстве. Особенно опасными были для грифов ДДТ и гексахлоран, которые в Индии были запрещены, но тем не менее продолжали использоваться весьма широко. Токсическое воздействие упомянутых инсектицидов называлось учёными как одна из основных причин снижения рождаемости у грифов; впрочем, при всей пагубности данных факторов они не были причиной депопуляции.

## Депопуляция

### Общая ситуация
Явное начало депопуляции грифов (вида бенгальский гриф) было впервые зафиксировано с 1994 года в известном индийском заповеднике Кеоладео. Почти одновременно такое явление было отмечено в Пакистане и Непале.
К середине 2000-х годов стремительная и массовая гибель представителей рода грифы (Gyps) фиксировалась учёными по всей Индии, в Пакистане и Непале. Симптомы смертельного заболевания были в целом одинаковы: птицы впадали в апатию, сидели с опущенной головой, часто не будучи в силах её поднять, вяло реагировали на раздражители. Заболевшие грифы почти не могли летать и быстро погибали. Была массовой и смертность птенцов в гнёздах. Резко сокращалось и количество откладываемых грифами яиц и число выводившихся птенцов. Падеж грифов принимал колоссальные масштабы. За 6—7 лет многомиллионное поголовье грифов на территории Индии, Пакистана, Непала и Бангладеш сократилось в сотни раз. Во многих районах, где ранее вокруг каждой туши павшего копытного можно было наблюдать десятки грифов того или иного вида, эти птицы исчезли полностью.
Весьма быстро учёные, проводившие работу в различных местах южноазиатского субконтинента, пришли к выводу о пагубном воздействии на птиц диклофенака — препарата, который с начала 1990-х годов поставлялся крестьянам для лечения и профилактики болезней скота. Подавляющее большинство обследованных мёртвых грифов погибли от висцеральной подагры птиц, которая была вызвана острой почечной недостаточностью, а она, в свою очередь, была обусловлена попаданием в организм диклофенака. Это лекарство в изобилии содержалось в поедавшихся грифами тушах сельскохозяйственных животных. Анализ ситуации показал, что для начала массовой депопуляции грифов было достаточно наличия диклофенака всего лишь в одной туше из 760 (по другим данным — 0,8 %).
Рассматривалось возможное воздействие и других веществ, прежде всего пестицидов. Однако исследования в Индии и Пакистане показали, что ДДТ, при всей его токсичности и свойству накапливаться в организме животных, не мог быть причиной столь катастрофической депопуляции грифов. Среди изученных тушек погибших грифов лишь у немногих был обнаружен ДДТ в тканях тела. Зато другой нестероидный противовоспалительный препарат — кетопрофен, который, как и диклофенак, использовался в животноводстве в Индии и Непале, как сообщалось, мог также оказаться важной причиной гибели грифов.

### Бенгальский гриф
В 1988 году охранный статус популяции бенгальских грифов оценивался специалистами Международного союза охраны природы (МСОП) как «находящийся под наименьшей угрозой» — низшая категория опасности из возможных. Однако уже в 1994 году статус популяции, ввиду её начавшегося сокращения, значился как «близкий к уязвимому положению» (следующая категория, показывающая наличие серьёзной угрозы для в целом многочисленного поголовья). И всего через шесть лет, в 2000 году, охранный статус был уже «на грани исчезновения».
В 2000 году в Пакистане в ходе специального исследования грифы были замечены менее, чем на 5 % из 260 наблюдавшихся площадок, где находились туши павшего скота. В 2006 году во всём Пакистанском Пенджабе, где ранее обитало огромное количество грифов, были зарегистрированы всего 37 гнездившихся пар. В западном Непале в 2009 году поголовье бенгальских грифов составляло лишь 25 % от уровня 2002 года.
После основной фазы депопуляции гибель грифов продолжалась: по всей Индии с 2000 по 2007 год снижение численности составляло в среднем 43,9 % в год, в Пакистанском Пенджабе за тот же период — от 11 до 64 % в год, а в Непале с 2002 по 2014 год общее поголовье сокращалось на 14 % в год. В Бангладеш в 2008—2009 и 2011—2012 годах ежегодное сокращение составляло около 60 %. Впрочем, сообщалось, что в Индии и Непале темп сокращения замедлился. Примечательно, что в Камбодже, где диклофенак не применялся в сельском хозяйстве, небольшая местная популяция бенгальских грифов (в 2008 году — 171 птица) остаётся стабильной и даже показывает некоторый прирост. В Мьянме, где, согласно подсчётам 2006—2007 годов обитали всего 62 грифа, ситуация, вероятно, схожая. Это, впрочем, не означает, что грифы в этих странах находятся вне опасности — птицы испытывают давление антропогенного фактора, но по-видимому, катастрофическая депопуляция им пока не грозит.
Существуют различные оценки нынешней численности бенгальских грифов, но все они едины в том, что этих птиц осталось всего порядка нескольких тысяч. Данные Международной Красной книги говорят о 3,5 тыс. голов как минимум и 15 тыс. как максимум на всём ареале (9,5 млн кв. км), причём это количество включает всех особей, и взрослых, и молодых.

### Индийский сип
Этот падальщик также был одной из наиболее многочисленных крупных птиц Индии и Пакистана (в Непале отмечались лишь единичные особи), хотя его ареал существенно меньше, чем у бенгальского грифа. Падение численности этой птицы было тоже впервые отмечено в Кеоладео: если в 1985-86 годах там обитали 816 голов, то в 1998—1999 — лишь 25. Международная красная книга не содержит оценок численности индийского сипа в период с 1980 по 1990-е годы, но в 2002 году он уже значился как находящийся «на грани исчезновения». Общее поголовье в Индии в 2007 году оценивалось примерно в 45 тыс. (взрослых птиц из этого количества — 30 тыс.) и численность имеет тенденцию к дальнейшему сокращению. Схожая ситуация с поголовьем и в Пакистане, хотя там в 2007-08 годах популяция после сокращения выросла на 55 %.

### Gyps tenuirostris
Gyps tenuirostris лишь сравнительно недавно был выделен в отдельный вид; ранее он объединялся с индийским сипом в качестве подвида последнего. Эта птица, как и два других рассматриваемых вида, была ранее исключительно многочисленна. Оценки численности птицы не проводились, но первые же подсчёты специалистами МСОП в 2002 году дали результат «на грани исчезновения». В Непале в 2011 году учёными не было обнаружено вообще ни одной птицы. Тем не менее, в 2014 году был замечен один гриф, а в 2015 году — два. Как и в случае с бенгальским грифом, в местах, где диклофенак не был распространён, поголовье птиц оставалось стабильным — например, в Камбодже.
Ситуация с численностью Gyps tenuirostris настолько тревожная, что в 2009 году учёные сообщали о вероятности полного вымирания этого вида в дикой природе в течение следующих 10 лет (при общем поголовье на тот момент около 1 тыс. особей). Опыт выведения птенцов этого грифа в неволе, впрочем, начал давать первые результаты — в том же году благополучно родились два птенца.

## Последствия
В 2004 году в Индии учёными была запущена кампания, направленная на добровольный отказ от использования диклофенака в животноводстве. Активность учёных привела к запрету применения диклофенака в сельском хозяйстве и ветеринарных целях — в Индии, Непале и Пакистане в 2006 году, в Бангладеш в 2010 году. К этому времени поголовью грифов уже был нанесён катастрофический ущерб. Однако несмотря на запрет, диклофенак до последнего времени продолжал, пусть и в меньшем количестве, использоваться в индийском животноводстве, поэтому биологи указывают на необходимость принятия дополнительных мер по охране грифов от этого вещества. Сообщается, что в Непале в этом отношении ситуация гораздо благополучнее. Тем не менее, использование других потенциально опасных веществ, в том числе упоминавшегося кетопрофена, продолжается и расширяется.
Низкий образовательный уровень сельского населения является дополнительной проблемой, выражающейся, в частности, в незнании крестьянами вредоносного воздействия диклофенака на птиц. Из-за этого медленно проходит процесс замещения в крестьянских хозяйствах диклофенака другими лекарственными средствами, считающимися безопасными для грифов, например мелоксикамом.
Экологические последствия исчезновения грифов были достаточно значительны: существенно хуже стала эпидемиологическая обстановка в сельской местности, где некому стало уничтожать разлагающиеся туши животных. Освободившуюся экологическую нишу поедателей падали начали заполнять дикие (вторично одичавшие) собаки, поголовье которых увеличилось в несколько раз.
Остатки некогда многомиллионной популяции грифов продолжают испытывать серьёзное давление со стороны человека. Факторы, вредно влияющие на остатки поголовья грифов — отравление пестицидами, отстрел, разрушение мест обитания и сужение кормовой базы; например, в связи с улучшением методов утилизации туш павшего скота уменьшается доступный грифам корм.